# Gnophodes harpa
Gnophodes harpa är en fjärilsart som beskrevs av Karsch 1893. Gnophodes harpa ingår i släktet Gnophodes och familjen praktfjärilar. Inga underarter finns listade i Catalogue of Life.